# Jour de la Rétrocession

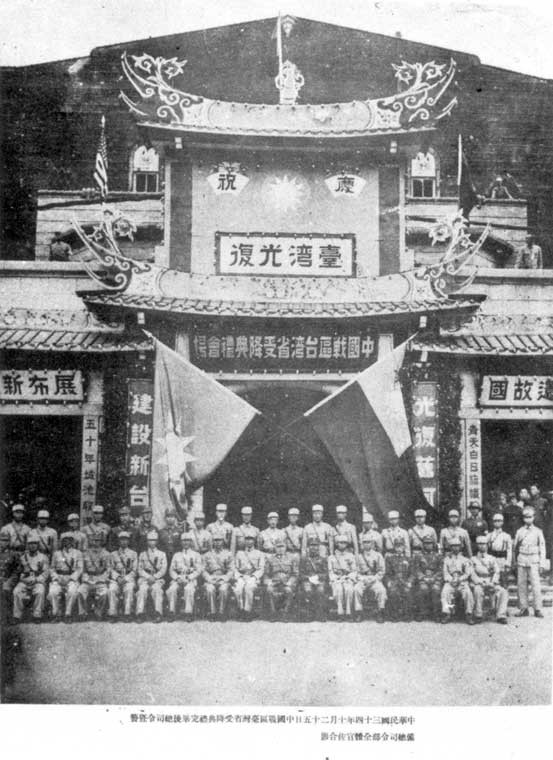
Cérémonie lors de la reddition du Japon à Taïwan en 1945.

Le jour de la Rétrocession (chinois : 臺灣光復節 ; pinyin : Taïwan guāngfùjié) est une commémoration annuelle, non fériée, célébrée à Taïwan en mémoire de la fin de l’occupation japonaise et de la rétrocession de l’île à la République de Chine le 25 octobre 1945,.

## Histoire

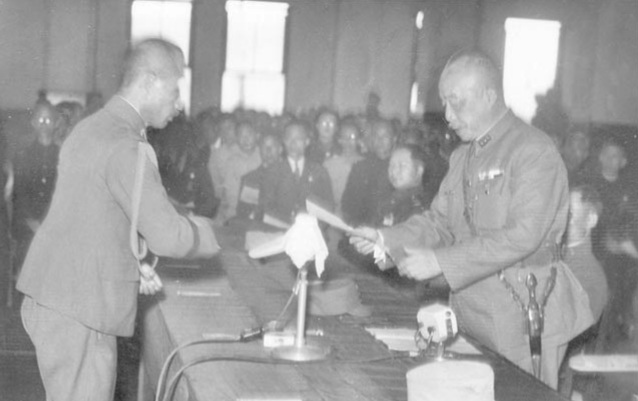
Chen Yi (à droite) acceptant la reddition du gouverneur-général japonais de Taïwan Rikichi Andō (à gauche), à la mairie de Taipei.

Taïwan, anciennement connu en Occident sous le nom de Formosa, devint une colonie de l’empire du Japon par le traité de Shimonoseki de 1895, signé à l’issue de la première guerre sino-japonaise de 1894 perdue par l’empire Qing. L’administration japonaise de l’île perdura jusqu’à la fin de la Seconde Guerre mondiale.
En novembre 1943, Tchang Kaï-chek prit part à la conférence du Caire aux côtés de dirigeants américains, anglais et chinois, pour revendiquer le retour de tous les territoires annexés par l’empire japonais, incluant Taïwan et les îles Pescadores. L’article 8 de la déclaration de Potsdam, rédigée par les États-Unis, le Royaume-Uni, l’URSS et la Chine en juillet 1945, réitéra cette exigence stipulée dans la déclaration du Caire comme condition pour une capitulation du Japon.
Par application de l’ordre général no 1 de Douglas MacArthur, Chen Yi du Kuomintang (KMT) et une délégation chinoise furent escortés par George Kerr à Taïwan pour accepter la capitulation du gouvernement japonais à la fin de la Seconde Guerre mondiale. Ce fut Rikichi Andō, gouverneur-général de Taïwan et commandant en chef des forces japonaises sur l’île, qui signa les documents de reddition à la mairie de Taipei le 25 octobre 1945 et donna la main à Chen Yi pour finaliser la rétrocession. Ce dernier proclama ce jour comme le « jour de la rétrocession de Taïwan » et fonda la nouvelle province de Taïwan.
Le jour de la Rétrocession n’est pas férié à Taïwan, cependant, des commémorations sont organisées par les institutions civiles et des particuliers. Le Parti démocrate progressiste, indépendantiste et souverainiste, minimisa l’importance de cette journée durant leur exercice du pouvoir de 2000 à 2008,. En 2010, la mairie de Taipei a organisé de modestes cérémonies commémoratives pour les 65 ans de la rétrocession.

## Points de vue sur la rétrocession
Des indépendantistes taïwanais comme la World United Formosans for Independence ou les universitaires J. I. Charney et J. R. V. Prescott soutiennent que le statut légal de Taïwan est indéterminé, estimant qu’aucun traité d’après-guerre ne céda explicitement la souveraineté de l'île à un quelconque État et que les Alliés n’avaient rien prévu de tel,,. En revanche, la position officielle de la Chine demeure que Taïwan et les îles Pescadores ont été rétrocédés à la République populaire de Chine en accord avec les actes de reddition de 1945, qui stipulaient l’acceptation de la déclaration de Potsdam, incluant elle-même les conditions de la déclaration du Caire et donc la rétrocession de tous les territoires chinois annexés par l’empire du Japon à la Chine.